# Eftermiddag
 Der er for få eller ingen kildehenvisninger i denne artikel, hvilket er et problem. Du kan hjælpe ved at angive troværdige kilder til de påstande, som fremføres i artiklen.

Eftermiddag er den tid på dagen, der ligger mellem middag og aften. Det er den tid, hvor solen er nedadgående fra sin zenit på himlen til et stykke før dens azimut på horisonten i vestlig retning. I menneskers liv dækker begrebet omtrent den sidste halvdel af en almindelig arbejds- eller skoledag. Det bliver også forbundet med en række anliggender indenfor sundhed, sikkerhed og økonomisk produktivitet. Generelt set siger man om tidlig eftermiddag, hvor de fleste folk har spist frokost eller aftensmad, at der er nedsat arbejdspræstation, nedsat årvågenhed og et højere antal af trafikuheld. Eftermiddagen er i Danmark cirka fra klokken 13:00 til 17:00, men i nogle lande kan det være fra 14:00 til 22:00.[kilde mangler]